# Astragalus jaegerianus
Astragalus jaegerianus es una especie de planta del género Astragalus, de la familia de las leguminosas, orden Fabales.

## Distribución
Astragalus jaegerianus se distribuye por Estados Unidos.

## Taxonomía
Fue descrita científicamente por Munz. Fue publicada en Leafl. W. Bot. 3: 49 (1941).